# Samsung Galaxy S4 Active
Samsung Galaxy S4 Active — захищений смартфон 2013 року, розроблений та вироблений Samsung Electronics, який позиціонувався як захищена версія Samsung Galaxy S4. Смартфон має глобальну модель та південнокорейську модель, яка також відома як Samsung Galaxy S4 Active з LTE-A, що відрізняються в основному підтримкою LTE Advanced в південнокорейської моделі, процесором, основною камерою, вагою та варіантами кольорів.

## Дизайн

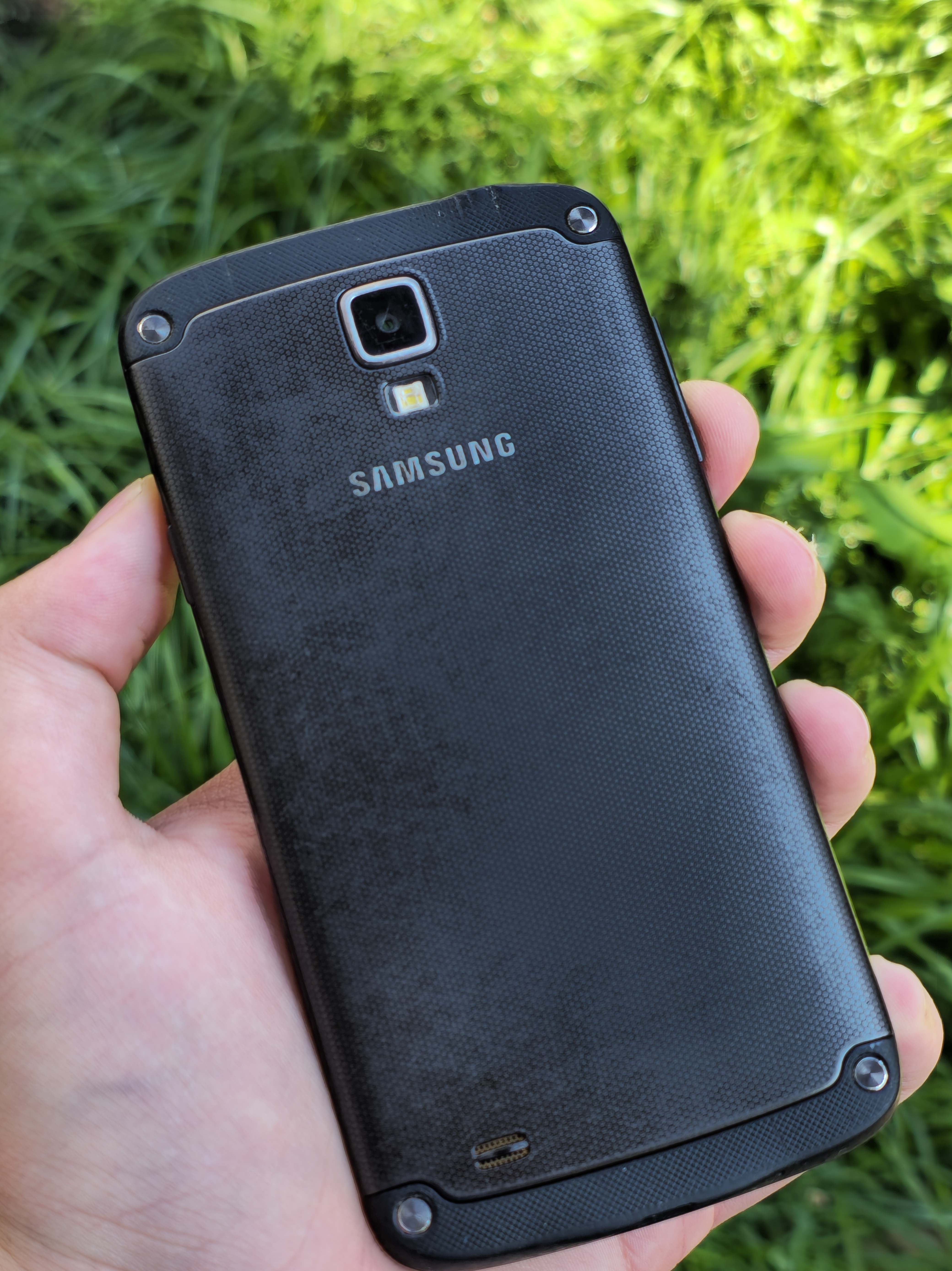
Задня панель Galaxy S4 Active в кольорі Urban Grey

Передня панель виконана зі скла Corning Gorilla Glass 2, а корпус — з пластику. Galaxy S4 Active має захист від вологи та пилу по стандарту IP67.
Знизу знаходяться роз'єм microUSB, прикритий затичкою, та мікрофон, а зверху — 3,5 мм аудіороз'єм та ІЧ-порт. Зліва розміщена гойдалка регулювання гучності, а справа — кнопка блокування та виїмка, яка дозволяє зняти задню панель піддівши її нігтем. Ззаду розмішені основна камера в квадратному острівці, LED спалах та мультимедійний динамік. Під задньою панеллю розташовані місця для картки Micro-SIM та пам'яті формату microSD до 64 ГБ та знімний акумулятор. Спереду розміщені дисплей, три фізичні кнопки навігації, розмовний динамік, передня камера, сенсор наближення та інші додаткові сенсори,
Глобальна модель Galaxy S4 Active продавалася в 3 кольорах: Urban Grey (сірий), Dive Blue (блакитний) та Orange Flare (помаранчевий). Південнокорейська модель продавалася в 3 кольорах: сірому, білому та рожевому.

## Технічні характеристики

### Апаратне забезпечення
Глобальна модель Galaxy S4 Active, як і певні моделі Galaxy S4, отримала процесор Qualcomm Snapdragon 600 з графічний процесором Adreno 320. Водночас південнокорейська модель використовує Qualcomm Snapdragon 800 з Adreno 330. Galaxy S4 Active має 2 ГБ оперативної пам'яті типу LPDDR3 і 16 ГБ пам'яті постійного зберігання типу eMMC 4.5. Також модель для Південної Кореї має конфігурацію на 32 ГБ вбудованої пам'яті.
Як і Galaxy S4, модель Active отримала знімний літій-іонний акумулятор об'ємом 2600 мА·год.
Galaxy S4 Active використовує 5-дюймовий TFT-екран з роздільною здатністю Full HD (1920 × 1080) зі співвідношенням сторін 16:9 та щільністю пікселів 441 ppi. Присутня підтримка технології Glove Touch, що дозволяє користуватися сенсорним екраном в рукавицях.
Глобальна модель має основну камеру на 8 Мп з автофокусом, коли південнокорейська модель має ту ж саму основну камеру, що й Galaxy S4, а саме на 13 Мп з діафрагмою f/2.2 та автофокусом. Обидві моделі отримали передню камеру на 2 Мп з діафрагмою f/2.4. Основна та фронтальна камери вміють записувати в роздільній здатності 1080p при 30fps.

### Програмне забезпечення
Galaxy S4 Active був випущений з TouchWiz Nature UX 2.0 на базі Android 4.2.2 Jelly Bean та був оновлений до TouchWiz 5.0 на базі Android 5.0.1 Lollipop.